# 808 Merxia
808 Merxia eller 1901 GY är en asteroid i huvudbältet, som upptäcktes den 11 oktober 1901 av den italienske astronomen Luigi Carnera. Den är uppkallad efter den tyske teologen Adalbert Merx.
Asteroiden har en diameter på ungefär 30 kilometer och den tillhör och har givit namn åt asteroidgruppen Merxia.